# Ігл (округ, Колорадо)
Шаблон:StateAbbr_ 39°37′ пн. ш. 106°42′ зх. д. / 39.62° пн. ш. 106.7° зх. д.
Округ Ігл (англ. Eagle County) — округ (графство) у штаті Колорадо, США. Ідентифікатор округу 08037.

## Історія
Округ утворений 1883 року.

## Демографія
За даними перепису
2000 року
загальне населення округу становило 41659 осіб, зокрема міського населення було 28420, а сільського — 13239.
Серед мешканців округу чоловіків було 22813, а жінок — 18846. В окрузі було 15148 домогосподарств, 9020 родин, які мешкали в 22111 будинках.
Середній розмір родини становив 3,17.
Віковий розподіл населення поданий у таблиці:
| Стать    | До 15 років | 15-21 | 22-29 | 30-39 | 40-49 | 50-65 | 65-85 | Понад 85 |
| -------- | ----------- | ----- | ----- | ----- | ----- | ----- | ----- | -------- |
| Чоловіки | 4268        | 2023  | 4463  | 4781  | 3893  | 2733  | 631   | 21       |
| Жінки    | 4079        | 1522  | 3147  | 3892  | 3321  | 2288  | 553   | 44       |

## Суміжні округи
- Гранд — північний схід
- Самміт — схід
- Лейк — південь
- Піткін — південний захід
- Гарфілд — захід
- Роутт — північний захід

## Виноски
1. ↑  U.S. Decennial Census. United States Census Bureau. Архів оригіналу за 26 квітня 2015. Процитовано 7 червня 2014.
2. ↑  Historical Census Browser. University of Virginia Library. Архів оригіналу за 11 серпня 2012. Процитовано 7 червня 2014.
3. ↑  Population of Counties by Decennial Census: 1900 to 1990. United States Census Bureau. Архів оригіналу за 31 липня 2014. Процитовано 7 червня 2014.
4. ↑  Census 2000 PHC-T-4. Ranking Tables for Counties: 1990 and 2000 (PDF). United States Census Bureau. Архів оригіналу (PDF) за 18 грудня 2014. Процитовано 7 червня 2014.
5. ↑  State & County QuickFacts. United States Census Bureau. Архів оригіналу за 6 червня 2011. Процитовано 7 червня 2014. [Архівовано 2011-06-06 у Wayback Machine.](англ.) Наведено за англійською вікіпедією.
6. ↑  American FactFinder. Бюро перепису населення США. Архів оригіналу за 26 лютого 2012. Процитовано 31 січня 2008. [Архівовано 2008-05-21 у Wayback Machine.]

| США | Це незавершена стаття з географії США. Ви можете допомогти проєкту, виправивши або дописавши її. |